# Barbara Hutton
Pour les articles homonymes, voir Hutton.
Barbara Woolworth Hutton, née le 14 novembre 1912 à New York et morte le 11 mai 1979 à Beverly Hills, est une socialite américaine, surnommée « la pauvre petite fille riche » (« Poor Little Rich Girl ») en raison de sa vie mouvementée. Elle fit don de la Winfield House au gouvernement des États-Unis, pour servir de résidence à l'ambassadeur des États-Unis au Royaume-Uni, lors d'une transaction pour un dollar symbolique, après la Seconde Guerre mondiale.

## Biographie
Née à New York, Barbara Hutton est la fille unique d'Edna Woolworth (1883–1918), elle-même fille de Frank W. Woolworth, fondateur des populaires magasins « five and dime » Woolworth. « Five and dime » est un magasin où l'on vend tout à cinq ou dix cents (soit environ 0,0790 € ou 0,0395 €). 
Le père de Barbara Hutton est Franklyn Laws Hutton (1877–1940), un homme riche, cofondateur de E. F. Hutton & Company, une société new-yorkaise d'investissement et de courtage en bourse, propriété du frère de Franklyn, Edward Francis. Elle est la nièce par alliance de Marjorie Merriweather Post, héritière d'un empire céréalier, et qui est, de 1920 à 1935, l'épouse de E.F. Hutton ; leur fille, l'actrice Dina Merrill (née Nedenia Hutton), est cousine germaine de Barbara Hutton. 
Edna Hutton se suicide alors que Barbara a cinq ans. C'est l'enfant qui découvre le corps de sa mère. Après une enquête bâclée à la demande de Frank Woolworth qui veut éviter un scandale à la famille, on conclut à une mort accidentelle. Barbara vit chez différents membres de sa famille, et elle est élevée par une gouvernante. Sa cousine, Dina Merrill, raconte dans la « Biographie des Woolworth » diffusée sur A&E, que Barbara vit avec eux, après la mort de sa mère, son père l'ayant abandonnée. Son grand-père Frank Woolworth prit grand soin de l'enfant jusqu'à sa mort le 19 avril 1918. Et après la mort de sa femme Jennie Woolworth, (une malade mentale), Barbara hérite de 26 millions de dollars, auxquels s'ajoute le legs de sa mère Edna : 2,1 millions de dollars.  
Elle devient une enfant introvertie, qui ne communique pas avec les jeunes de son âge. Son plus proche ami et seul confident est son cousin Jimmy Donahue, le fils de sa tante maternelle.
Selon les traditions de la haute société new-yorkaise, Barbara Hutton participe à un bal de débutante fastueux lors de son 18e anniversaire, où sont invités les familles Astor et Rockefeller, entre autres élites. Des vedettes comme Rudy Vallee, Meyer Davis et son orchestre animent la soirée, tandis que Maurice Chevalier accueille les invités. Trois ans plus tard, en 1933, pour son 21e anniversaire, son héritage, qui est évalué à plus d'un milliard de dollars actuels, fait d'elle l'une des femmes les plus riches du monde. Sa réception d'anniversaire coûte entre 50 000 et 60 000 dollars de l’époque, alors que le pays sort à peine de la Grande Dépression. La critique publique est très intense. Mais surtout, Barbara n'a pas trouvé le beau parti qu'elle espérait rencontrer, et elle s'entiche d'un play-boy du nom de Phil Plant. C'est la raison pour laquelle son père l'embarque pour l'Europe, vers la Grande-Bretagne et ses aristocrates.

## Vie personnelle
Bien que Barbara Hutton est dépeinte dans la presse comme une jeune femme « chanceuse » qui a tout, le grand public n'a aucune idée des problèmes psychologiques qu'elle connaît, et qui la mènent à une vie de victimisation et d'abus. Elle se marie sept fois :
1. 1933 – Alexis  Mdivani, soi-disant prince géorgien, dont le mariage a lieu en la cathédrale Saint-Alexandre-Nevsky. Le couple divorce en 1935 ;
2. 1935 – le comte Curt Heinrich Eberhard Erdmann Georg von Haugwitz-Hardenberg-Reventlow, dont elle divorce en 1938 ;
3. 1942 – Cary Grant, dont elle divorce en 1945 ;
4. 1947 – le prince Igor Troubetzkoy, dont elle divorce en 1951 ;
5. 1953 – Porfirio Rubirosa, dont elle divorce en 1954 ;
6. 1955 – le baron Gottfried Alexander Maximilian Walter Kurt von Cramm, dont elle divorce en 1959 ;
7. 1964 – le chimiste vietnamien Pierre Raymond Doan, dont elle divorce en 1966.

### Mdivani et Reventlow
Ses deux premiers maris puisent largement dans sa grande fortune, en particulier le très autoritaire Curt Haugwitz-Reventlow, dont elle a son seul enfant, un fils, Lance Reventlow (1936-1972).
Reventlow lui fait subir des violences verbales et physiques, ce qui oblige Barbara à aller à l'hôpital et Reventlow est envoyé en prison. Il la persuade d'abandonner sa citoyenneté américaine pour adopter la nationalité danoise (qu'il détenait lui-même de naissance), pour des raisons fiscales. Elle y consent en décembre 1937 devant une cour fédérale à New-York. Dès lors, elle sombre dans l'abus de médicaments, puis devint anorexique pour le reste de sa vie. 
Lorsqu'elle divorce de Reventlow, elle obtient la garde de leur fils, et, comme son père l'avait fait avec elle, elle laisse l'éducation de Lance à une gouvernante et à des écoles privées.
Le poète populaire Ogden Nash compose un poème sur la vie privée dévoilée en public de Hutton en composant les vers suivants :

« Said Aimee Semple McPherson »

— Aimee McPherson to Barbara Hutton,
How do you get a marriage to button?
You'll have to ask some other person.
Said Barbara Hutton to Aimee McPherson

« Aimee McPherson demandait un jour à Barbara Hutton, 

Comment faites-vous pour qu'un mariage éclose ? 

Vous allez devoir le demander à quelqu'un d'autre, 

Répondit Barbara Hutton à Aimee McPherson. »

### Cary Grant
Devant la menace de la Seconde Guerre mondiale en 1939, Barbara Hutton déménage en Californie. Pendant la guerre, elle donne de l'argent aux Forces françaises libres et fait don de son yacht à la Royal Navy. Se servant de son image de femme du monde pour vendre des obligations de guerre, elle redore son image publique, après avoir été tournée en dérision par la presse à la suite de ses scandales conjugaux. À Hollywood, elle rencontre Cary Grant, l'une des plus grandes stars du cinéma de l'époque, et l'épouse. D'elle, l'acteur ne semble n'avoir eu besoin ni de son argent, ni de son nom ; sinon en avoir été sincèrement amoureux. Néanmoins, ce mariage échoue également sans que le jugement de divorce n'ait effectivement fait état de demande ou d'indemnités quelconques.

### Igor Troubetzkoy
Barbara Hutton quitte la Californie et déménage à Paris, avant de faire l'acquisition d'un palais à Tanger. Elle commence alors à fréquenter Igor Troubetzkoy, un autre prince russe expatrié, de maigre fortune mais de renom mondial. Au printemps de 1948, elle l'épouse à Zurich. Cette même année, il est le pilote de la première Ferrari engagée dans un grand prix automobile. Il prendd part au Grand Prix de Monaco, puis remporte le Targa Florio. Il demande finalement le divorce. La tentative de suicide de Barbara Hutton occupe les grands titres de la presse mondiale. Étiquetée par la presse comme la « pauvre petite fille riche », sa vie est un sujet de prédilection des journaux, qui l'exploitent pour l'offrir à un public fasciné.

### Porfirio Rubirosa, «La crema y nata»
Son mariage suivant ne dura que 53 jours, du 30 décembre 1953 au 20 février 1954, avec le dominicain Porfirio Rubirosa. Ce dernier, l'un des plus illustres playboys internationaux, épouse la vulnérable Barbara Hutton tout en continuant sa relation avec l'actrice Zsa Zsa Gabor,.
Barbara Hutton passe alors du temps avec les Américains James Douglas et Philip Van Rensselaer. Cependant, son train de vie dépensier continue, et bien que déjà propriétaire de nombreux domaines autour du monde, elle fait bâtir en 1959 un luxueux palais de style japonais sur un terrain de 120 000 m2 à Cuernavaca, au Mexique.

### Gottfried von Cramm
Son mari suivant est un ami de longue date, le baron Gottfried von Cramm, vedette du tennis allemand. Ce mariage se termine encore une fois par un divorce. Il se tue dans un accident d'automobile près du Caire en 1976.

### Raymond Doan Vinh na Champassak
C'est à Tanger qu'elle rencontre son septième et dernier mari, le chimiste vietnamien Pierre Raymond Doan, trop plébéien à son goût, auquel elle achète un titre auprès de la famille Na Champassak du Laos. Ce dernier mariage est également éphémère.
Barbara Hutton apparaît fréquemment prise de boisson en public et ses dépenses se poursuivent sans relâche. Elle se met à passer du temps avec des hommes plus jeunes qu'elle, et il lui arrive de faire des cadeaux à de parfaits inconnus,.

## Arts et joaillerie
Au fil des ans, et outre un héritage important qui comprenait des toiles de maîtres et d'importantes sculptures, elle se constitue elle-même une magnifique collection regroupant le spectre des arts, de la porcelaine, des bijoux de valeur, y compris des pièces historiques sophistiquées ayant appartenu à Marie-Antoinette et à l'impératrice Eugénie et d'importantes pièces de Fabergé et Cartier,,. Parmi ses pièces de joaillerie, on trouvait le Pasha Diamond de 40 carats, qu'elle achète dans une taille brillant octogonale inhabituelle mais fait retailler en brillant rond, ce qui le fait descendre à 36 carats.
En 1936, elle achète à Ganna Walska la parure d'émeraudes (diadème, collier, pendentifs, bracelet) offert par Napoléon III à  la comtesse de Castiglione.

## Dernières années

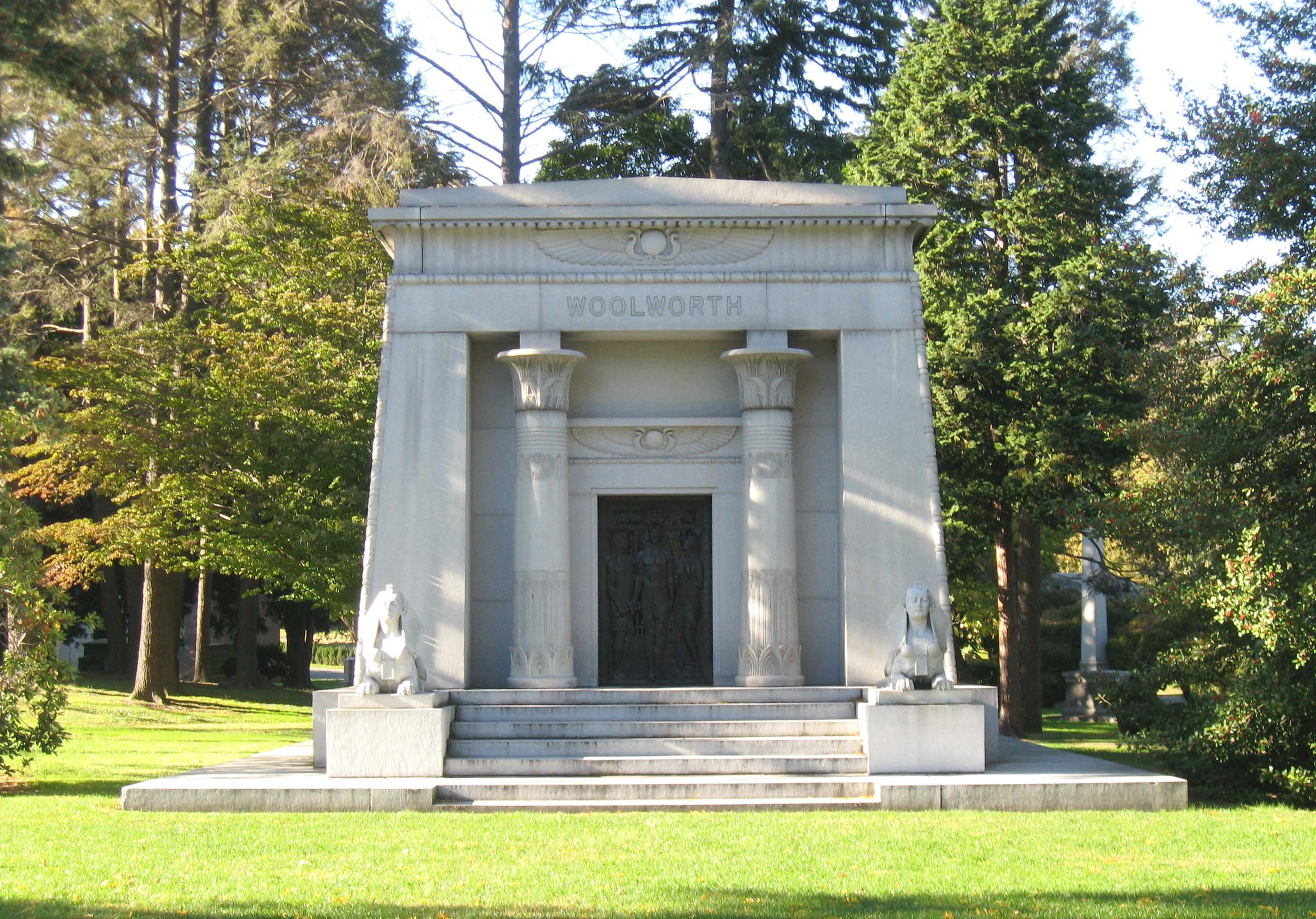
Mausolée de la famille Woolworth.

La mort de son fils en 1972 dans un accident d'avion plonge Barbara Hutton dans un profond désespoir. Sa fortune s'était érodée en raison de son extrême générosité et de transactions douteuses effectuées par son avocat de longue date, Graham Mattison. Elle avait dû vendre une partie de ses biens pour vivre. Néanmoins, lorsqu'elle meurt au Regent Beverly Wilshire Hotel de Beverly Hills, d'un infarctus du myocarde en mai 1979, sa fortune est loin d'être épuisée. On prétend qu'il ne restait que 3 500 dollars, parce que lorsque les agents du trésor se présentèrent au Wilshire hotel, les appartements étaient vides. Mais Mattisson avait déjà fait transférer ses bijoux, fourrures et son  mobilier chez Gropiron à Paris. Par ailleurs le même avocat avait fait homologuer le testament de Barbara Hutton aux Bermudes, où il avait obtenu qu'elle fût déclarée résidente légale. Bien que les comptes bancaires de l'ex-milliardaire fussent peu approvisionnés, Mattison réussit à réunir d'importantes sommes dans les ventes aux enchères de ses objets précieux que les héritiers dont le bénéfice profita essentiellement aux Hennessy et à l'avocat.
Elle est inhumée au sein du mausolée de la famille Woolworth érigé dans le cimetière de Woodlawn, dans le Bronx.

## Filmographie
En 1987, un téléfilm intitulé Poor Little Rich Girl: The Barbara Hutton Story met en vedette Farrah Fawcett dans le rôle de Barbara Hutton.